# Bernadette Soubirou et ses Apparitions
Pour les articles homonymes, voir BSA.
Bernadette Soubirou et ses Apparitions (BSA) est un groupe de punk rock français. Il ne compte qu'un seul album studio, Je vous salis ma rue, publié en 1991.Le groupe ne donnera plus signe d'activité pour le reste des années 1990.

## Biographie
Autour de 1976, le groupe Les Scandales entre dans l’univers punk rock. Il est composé de David (batteur de Le Maximum Kouette) à la batterie, Begos au saxo, Karoll au chant, Pierrot (clavier du groupe Les Fêlés) à la basse et Jean-Philippe R., dit « Le Tueur, » à la guitare.
Bernadette Soubirou et ses Apparitions opère la sienne dans les années 1980, au milieu de la scène underground (La Mano Negra, les Bérurier noir ou même Ludwig von 88). Formé en 1982 par Karoll, le groupe aux tendances rock alternatif alimente à l'époque les premières parties des concerts de Les Scandales, mais ce dernier se dissout.

En 1988, le groupe publie son premier EP, Vas-y Gégène, puis signe avec Griffe Records. En 1992, sort un premier album intitulé Je vous salis ma rue. Cet album marque un retour au rock 'n' roll sous influence punk.
Le groupe ne donnera plus signe d'activité pour le reste des années 1990.
En 2000 sort la compilation Saint Libertin, distribuée par EMI Group, à laquelle le groupe participe avec sa chanson Non je ne regrette rien.

## Membres
- Karoll - chant
- Jean-Philippe - guitare
- Pierrot - basse
- Begos - saxophone
- David - batterie

## Discographie
- 1988 : Vas-y Gégène (45 tours 2 titre ; Squale Records)
- 1989 : Bleu, blanc, rock, nous on l’aime sans culotte (compilation - Bollock’s Produktion - ZOB 03 LP - Ballade pour une sans-culotte)
- 1989 : À la Bastille
- 1991 : Je vous salis ma rue (album - I.D.O.L. ; Griffe Records)
- 2022 : EP - L’ovni Baby
- 2023: Quand ya pas, ya pas (Karoll Vengeance alias « Coq » fait sa compilation avec une quinzaine d’artistes)